# Veikkausliiga 2016
La Veikkausliiga 2016 fue la edición número 86 de la Veikkausliiga. La temporada comenzó el 2 de abril y terminó el 23 de octubre. El campeón defensor, SJK Seinäjoki, no logró retener el título. El IFK Mariehamn logró su primer título de campeón.

## Ascensos y descensos
| Pos. | Ascendidos de Segunda División 2015 |
| ---- | ----------------------------------- |
| 1    | PS Kemi                             |
| PO   | PK-35                               |

| Pos. | Descendidos de Veikkausliiga 2015 |
| ---- | --------------------------------- |
| PO   | KTP                               |
| 12   | Jaro                              |

## Equipos participantes
| Equipo        | Ciudad    | Estadio                                                    | Capacidad      |
| ------------- | --------- | ---------------------------------------------------------- | -------------- |
| HJK           | Helsinki  | Sonera Stadium                                             | 10.300         |
| HIFK          | Helsinki  | Sonera Stadium                                             | 10.300         |
| Ilves         | Tampere   | Tammela Stadion                                            | 5.040          |
| Inter Turku   | Turku     | Veritas Stadion                                            | 9.372          |
| KuPS          | Kuopio    | Savon Sanomat Areena                                       | 5.000          |
| Lahti         | Lahti     | Lahti Stadium                                              | 14.500         |
| IFK Mariehamn | Mariehamn | Wiklöf Holding Arena                                       | 4.000          |
| PS Kemi       | Kemi      | Sauvosaaren Urheilupuisto                                  | 4.500          |
| PK-35         | Vantaa    | Myyrmäen jalkapallostadion                                 | 4.700          |
| RoPS          | Rovaniemi | Rovaniemen Keskuskenttä                                    | 4.000          |
| SJK           | Seinäjoki | Seinäjoen Keskuskenttä (OmaSP Stadion desde junio de 2016) | 4.500, (6.000) |
| VPS           | Vaasa     | Hietalahti                                                 | 4.600          |

## Formato
Los doce equipos participantes jugaron entre sí todos contra todos tres veces totalizando 33 partidos cada uno, al término de la fecha 33 el primer clasificado obtuvo un cupo para la segunda ronda de la Liga de Campeones 2017-18, mientras que el segundo y tercer clasificado obtuvieron un cupo para la primera ronda de la Liga Europea 2017-18; por otro lado el último clasificado descendió a la Segunda División 2017, mientras que el penúltimo clasificado jugó el Play-off de relegación contra el subcampeón de la Segunda División para determinar cual de los dos jugará en la Veikkausliiga 2017.
Un tercer cupo para la primera ronda de la Liga Europea 2017-18 será asignado al campeón de la Copa de Finlandia.

## Tabla de posiciones
| Pos. | Equipo            | Pts. | PJ | G  | E  | P  | GF | GC | Dif. | Clasificación 2017–18                 |
| ---- | ----------------- | ---- | -- | -- | -- | -- | -- | -- | ---- | ------------------------------------- |
| 1    | IFK Mariehamn (C) | 61   | 33 | 17 | 10 | 6  | 40 | 25 | +15  | Segunda ronda de la Liga de Campeones |
| 2    | HJK               | 58   | 33 | 16 | 10 | 7  | 52 | 36 | +16  | Primera ronda de la Liga Europea      |
| 3    | SJK               | 57   | 33 | 17 | 6  | 10 | 49 | 36 | +13  | Primera ronda de la Liga Europea      |
| 4    | VPS               | 53   | 33 | 15 | 8  | 10 | 36 | 27 | +9   | Primera ronda de la Liga Europea      |
| 5    | Ilves             | 52   | 33 | 15 | 7  | 11 | 36 | 35 | +1   |                                       |
| 6    | RoPS              | 50   | 33 | 13 | 11 | 9  | 43 | 33 | +10  |                                       |
| 7    | KuPS              | 49   | 33 | 14 | 7  | 12 | 37 | 31 | +6   |                                       |
| 8    | Lahti             | 42   | 33 | 10 | 12 | 11 | 42 | 43 | −1   |                                       |
| 9    | PS Kemi           | 35   | 33 | 10 | 5  | 18 | 29 | 48 | −19  |                                       |
| 10   | HIFK              | 34   | 33 | 8  | 10 | 15 | 35 | 39 | −4   |                                       |
| 11   | Inter Turku (O)   | 32   | 33 | 7  | 11 | 15 | 28 | 41 | −13  | Play-off de descenso                  |
| 12   | PK-35             | 13   | 33 | 4  | 7  | 22 | 32 | 75 | −43  | Descenso a Ykkönen 2017               |

Actualizado a los partidos jugados el 23 de octubre de 2016.
 Fuente: Soccerway
Notas:
1. ↑  Tras ganar la Copa de Finlandia el SJK recibe un cupo para la primera ronda de la Liga Europea 2017-18, pero este al ya encontrarse clasificado a la misma por su posición de liga, el cupo pasa al cuarto clasificado.
2. ↑  PK-35 se le descontaron 6 puntos por deudas[1]

## Tabla de resultados cruzados
| Local \ Visitante | HIF | HJK | ILV | INT | KUP | LAH | MAR | PKV | PSK | ROP | SJK | VPS |
| ----------------- | --- | --- | --- | --- | --- | --- | --- | --- | --- | --- | --- | --- |
| HIFK              | —   | 0–0 | 0–1 | 1–2 | 3–2 | 2–2 | 0–1 | 1–2 | 0–0 | 1–1 | 1–1 | 0–1 |
| HJK               | 2–1 | —   | 5–1 | 3–1 | 2–3 | 2–2 | 2–0 | 4–2 | 2–0 | 1–1 | 2–1 | 3–1 |
| Ilves             | 3–1 | 1–0 | —   | 0–0 | 1–0 | 2–0 | 0–1 | 2–0 | 1–1 | 1–1 | 2–1 | 1–0 |
| Inter Turku       | 1–0 | 0–0 | 1–0 | —   | 3–1 | 1–1 | 0–2 | 2–2 | 0–2 | 1–2 | 1–3 | 0–2 |
| KuPS              | 1–0 | 0–0 | 0–1 | 2–1 | —   | 2–0 | 1–0 | 2–3 | 2–0 | 1–1 | 0–0 | 1–0 |
| Lahti             | 2–2 | 1–2 | 3–2 | 1–0 | 0–0 | —   | 1–1 | 2–1 | 1–0 | 1–2 | 3–0 | 4–0 |
| IFK Mariehamn     | 2–5 | 0–0 | 3–1 | 0–0 | 0–3 | 3–0 | —   | 0–0 | 2–0 | 1–0 | 1–0 | 2–2 |
| PK-35             | 0–2 | 1–2 | 1–1 | 3–1 | 1–1 | 1–1 | 0–2 | —   | 2–2 | 3–4 | 0–0 | 0–2 |
| PS Kemi           | 1–2 | 1–0 | 1–0 | 3–1 | 0–2 | 2–1 | 1–2 | 2–1 | —   | 0–2 | 3–0 | 0–0 |
| RoPS              | 1–0 | 2–2 | 1–0 | 2–1 | 0–1 | 0–0 | 0–0 | 1–0 | 5–0 | —   | 2–3 | 2–0 |
| SJK               | 2–1 | 2–3 | 0–2 | 1–0 | 1–0 | 4–1 | 0–1 | 3–2 | 1–0 | 3–1 | —   | 1–0 |
| VPS               | 3–1 | 3–0 | 2–0 | 0–0 | 3–0 | 1–0 | 0–2 | 2–1 | 0–1 | 1–0 | 2–1 | —   |

| Local \ Visitante | HIF | HJK | ILV | INT | KUP | LAH | MAR | PKV | PSK | ROP | SJK | VPS |
| ----------------- | --- | --- | --- | --- | --- | --- | --- | --- | --- | --- | --- | --- |
| HIFK              | —   | 2–1 | —   | —   | 0–2 | —   | —   | —   | 3–1 | —   | 3–1 | 0–1 |
| HJK               | —   | —   | —   | —   | 1–0 | 1–4 | 1–1 | 2–0 | —   | 2–1 | 0–0 | —   |
| Ilves             | 1–1 | 1–3 | —   | —   | —   | —   | —   | —   | 2–0 | 2–1 | —   | 0–0 |
| Inter Turku       | 0–0 | 3–2 | 0–1 | —   | —   | —   | —   | —   | 0–0 | 1–1 | —   | 1–1 |
| KuPS              | —   | —   | 1–2 | 0–2 | —   | —   | 2–1 | 3–0 | 1–0 | —   | —   | —   |
| Lahti             | 0–0 | —   | 0–0 | 1–2 | 1–1 | —   | 0–2 | 2–0 | —   | —   | —   | —   |
| IFK Mariehamn     | 1–0 | —   | 2–1 | 1–1 | —   | —   | —   | 4–2 | 1–0 | —   | —   | —   |
| PK-35             | 0–2 | —   | 1–3 | 2–1 | —   | —   | —   | —   | 0–1 | —   | —   | 1–2 |
| PS Kemi           | —   | 0–2 | —   | —   | —   | 2–4 | —   | —   | —   | 3–1 | 1–3 | 1–4 |
| RoPS              | 0–0 | —   | —   | —   | 2–1 | 3–0 | 1–1 | 1–0 | —   | —   | 1–1 | —   |
| SJK               | —   | —   | 4–0 | 1–0 | 1–0 | 2–2 | 1–0 | 5–0 | —   | —   | —   | —   |
| VPS               | —   | 0–0 | —   | —   | 1–1 | 0–1 | —   | —   | —   | 1–0 | 1–2 | —   |

## Play-off de relegación
El Inter Turku que quedó undécimo, disputó un play-off de relegación ante el Turun Palloseura, subcampeón de la Segunda División 2016.
| 26 de octubre de 2016, 15:00 | Turun Palloseura | 0:0 | Inter Turku | Paavo Nurmi Stadium, Turku     |  |
|                              |                  |     |             | Asistencia: 4.216 espectadores |  |

| 29 de octubre de 2016, 17:00 | Inter Turku              | 2:0 (0:0) (Global 2:0) | Turun Palloseura | Veritas Stadion, Turku         |                                |
|                              | - Manev 49' - Nebihi 89' |                        |                  | Asistencia: 6.855 espectadores | Asistencia: 6.855 espectadores |

## Goleadores
Actualizado el 23 de octubre de 2016.
| Pos. | Jugador             | Club              | Goles |
| ---- | ------------------- | ----------------- | ----- |
| 1    | Roope Riski         | SJK               | 17    |
| 2    | Njazi Kuqi          | PK-35/Inter Turku | 16    |
| 2    | Alfredo Morelos     | HJK               | 16    |
| 4    | Gbolahan Salami     | KuPS              | 14    |
| 5    | Billy Ions          | PS Kemi/SJK       | 13    |
| 6    | Dever Orgill        | IFK Mariehamn     | 12    |
| 7    | Robert Taylor       | RoPS              | 11    |
| 8    | Pyry Soiri          | VPS               | 10    |
| 8    | Jasse Tuominen      | Lahti             | 10    |
| 10   | Lauri Ala-Myllymäki | Ilves             | 9     |